# Полевщикова, Наталья Сергеевна
Наталья Сергеевна Полевщикова (более известна на Западе под именем «Ната́ша По́ли», англ. Natasha Poly ; 12 июля 1985, Пермь) — российская супермодель.

## Биография
Наталья родилась 12 июля 1985 года в Перми.
В Москву впервые попала в 2000 году, приехав на конкурс престижного миланского модельного агентства Why Not, который назывался New Model Today и проводился до 2002 года по всему миру (его победительницей в своё время была Шарлиз Терон). В России финал этого конкурса проводился в театре Новая Опера. Членами жюри его были Витторио Дзевиани (владелец и президент Why Not), Мауро Мунчатти (вице-консул Италии в России), Мауро Палментиери (фотограф), Анна Субботина (корреспондент «Московской правды»), Владислав Метревели (директор модельного агентства ABC models) и другие. А прислала её в Москву Елена Торопова — скаут и директор пермского агентства, которое проводило отборочный тур New Model Today по Пермской области. В Москве Наташа заняла второе место после Ксении Стом, которая позже победила и в международном финале.
После этого конкурса Наташа заканчивала школу в перерывах между съёмками в Милане для второй линии Alberta Ferretti Philosophy, работала в Париже и Токио, а по достижении 18-летия подписала контракт с миланским отделением престижного нью-йоркского агентства Women Management, с которым сотрудничает по настоящее время.

## Карьера
Дебют Наташи на подиуме состоялся в сентябре 2003 года на показе Emanuel Ungaro в рамках Парижской недели моды сезона весна-лето 2004. В этом же сезоне она приняла участие в показах Y's и Yuki Torii. Однако уже в следующем сезоне количество модных  показов с её участием на неделях моды Парижа, Милана и Нью-Йорка возросло до 50-ти. С тех пор Наташа прочно закрепилась в статусе "королевы подиума". Её походку считают одной из лучших среди современных топ-моделей. Она любима многими знаменитыми дизайнерами и за свою карьеру успела принять участие в показах абсолютно всех топовых марок, многие из которых она хотя бы раз имела честь открывать или закрывать, в их числе: Versace, Balmain, Givenchy, Roberto Cavalli, Christian Dior, Gucci, Dolce & Gabbana, Chanel.
В 2005 и 2006 годах Наташа принимала участие в знаменитом шоу Victoria's Secret.
Довольно скоро она начала представлять такие бренды, как Gucci, Lanvin, Louis Vuitton, Roberto Cavalli, Sonia Rykiel, Nine West, Dolce & Gabbana и Jimmy Choo, и это, в свою очередь, сделало её ещё более известной. Одновременно последовали частые появления на страницах и обложках самых известных журналов моды, включая Harper's Bazaar, Vogue, ELLE, Glamour и W. В 2011 году снялась для фотокалендаря Pirelli (фотографом выступил Карл Лагерфельд).
Наталья Полевщикова является одной из самых востребованных моделей в мире. В рейтинге мировых топ-моделей влиятельного американского веб-сайта модельной индустрии Models.com она указана в разделе «Новые супермодели», так же как и другая российская топ-модель – Наталья Водянова.
Французское издание журнала Vogue включило Наташу Поли в число 30 лучших моделей 2000-х годов.

## Личная жизнь
С 16 апреля 2011 года Наташа замужем за бизнесменом Питером Баккером. У супругов двое детей — дочь Александра Кристина Баккер (род. 13.05.2013) и сын Эдриан Грей Баккер (род. 30.03.2019).